# Veuillez nous excuser pour la gêne occasionnée
Pour plus de détails, voir Fiche technique et Distribution.
Veuillez nous excuser pour la gêne occasionnée est une comédie franco-belge réalisée par Olivier Van Hoofstadt et sortie en 2023.

## Synopsis
Sébastien, contrôleur des transports professionnel pour la SNTF rêve d'être muté dans le sud de la France. Pour valider sa mutation, il doit effectuer un dernier trajet sous la supervision de Madeleine, une inspectrice qui ne va pas le lâcher. C'est là que tout déraille : entre un conducteur de train qui pense conduire un avion de chasse, Simon, un collègue très jaloux qui a raté le rôle de Sébastien à cause de Madeleine et des passagers tous plus dingues les uns que les autres, ce qui devait être une formalité va devenir le pire voyage de sa vie.

## Fiche technique
Sauf indication contraire, les informations mentionnées dans cette section peuvent être confirmées par les bases de données cinématographiques IMDb et Allociné,  présentes dans la section « Liens externes ».
- Titre original : Veuillez nous excuser pour la gêne occasionnée
- Réalisation : Olivier Van Hoofstadt
- Scénario : Olivier Van Hoofstadt et Frédéric Jurie
- Musique : Christian Chevalier (seulement superviseur musical) et Agoria
- Décors : Samuel Teisseire
- Costumes : Aurore Pierre
- Photographie : Bruno Degrave
- Montage : Widy Marché
- Son : Stéphane Roché
- Production : Philippe Rousselet et Gauthier Lovato
- Sociétés de production : TF1 Films Production, Beside Productions et Les Films Vendôme
- Sociétés de distribution : UGC Distribution et TF1 Studio
- Pays de production :  France et  Belgique
- Langue originale : français
- Format : couleur — 2,35:1
- Genre : Comédie
- Durée : 89 minutes
- Dates de sortie :
  - France : 9 août 2023

## Distribution
Sauf indication contraire ou complémentaire, les informations mentionnées dans cette section proviennent du générique de fin de l'œuvre audiovisuelle présentée ici.
- Artus : Sébastien
- Elsa Zylberstein : Madeleine
- Benjamin Tranié : Simon
- Maël Rouin Berrandou : Adel
- Lyes Salem : Le père d'Adel et PDG de la SNTF
- Nicolas Lumbreras : Mickaël Pichard
- Bérangère McNeese : Léa
- Louise Coldefy : Sabine, ex femme de Simon
- Philippe Duquesne : Patrick
- Jean-Luc Couchard  : JC, policier
- Laura Laune : Cindy, la négociatrice
- Lison Daniel : Marie
- Paul Taylor : Dick, le supporter anglais
- Eugénie Derouand : Annie
- Mourad Zeguendi : Alain, le terroriste
- Jenny Letellier : L’agent de sécurité du groupe de personnes en situation de handicap
- Nathanaël Beausivoir : Oumar
- Marie Lanchas : Elodie, la femme enceinte
- Marc Riso : Le conducteur du train
- Myd : Le passager violent

## Tournage
Le film est tourné en Belgique, sur le réseau de la Société nationale des chemins de fer belges, notamment à Charleroi et en gare d'Anvers-Central ainsi qu'à la gare de Binche.
Au début, on y voit une scène avec Adel en voiture sur la route de Mons à Marchienne-au-Pont et arrêt devant le Rockerill. On peut y apercevoir le logo Charleroi version Metallica sur le mur d'en face. Ensuite, un drone survole la ligne de métro M1-M2 entre l'arrêt Providence en direction de l'arrêt Cartier qui se situe dans le parc Communal de Marchienne-au-Pont. Cet arrêt se situe à côté du château Marguerite Yourcenar. 
Durant le film, on voit le papa de Adel sur le R3. Le film fait penser qu'il parcoure de nombreux kilomètres mais les carolos (habitants de Charleroi) auront reconnu le tunnel Yernaux, Thy Marcinelle... Etc etc

## Bande originale
- Poison Lips : Vitalic
- Wrong Vibration : Balthazar
- Call of the Wild (Glowal Wild Remix): Agoria feat. STS